# Cuautla
Cuautla és un municipi de l'estat de Morelos, a Mèxic, cap de l'àrea metropolitana de Cuautla que forma part de l'àrea metropolitana de Cuautla, que comparteix amb els municipis de d'Ayala (Anenecuilco) i Yautepec (Oaxtepec). El municipi es troba a la zona oriental de l'estat de Morelos, localitzat a les coordenades geogràfiques extremes 18° 49′ N de latitud i 99°01′ de longitud, a una alçada aproximada de 1.330 msnm. Té una extensió territorial de 153.651 km², ocupant així l'1,95% de la superfície total de l'estat de Morelos.
És la segona ciutat més important de l'estat de Morelos, amb una població de 175.207 habitants. La seva àrea metropolitana té una població de 383.010 habitants i és la segona conurbació més important en l'estat només superada per la zona metropolitana de Cuernavaca.
El seu nom en llengua náhuatl, "Kuahtlan", significa arbreda o bosc, la seva etimologia prové de Kuah-uitl -arbre, pal o fusta- i tlan-tli, proposició "abundancial", i es tradueix com a "arbreda" o "bosc", també es diu que podria significar Niu d'àligues (de cuauhtli, "àguila" i tlán, terra).